# Jan Bistřický
Jan Bistřický (12. června 1930 v Brně – 21. října 2008 v Dačicích) byl český historik, archivář, pedagog a mj. i předseda dačického spolku přátel muzea.
Jan Bistřický strávil dětství a mladá léta v Dačicích, protože jeho otec zde vlastnil podnik na výrobu hospodářských strojů. Matka byla učitelka. Absolvoval školu v Dačicích, pak gymnázium v Telči a následně obor archivnictví – historie na Filozofické fakultě brněnské Masarykovy univerzity. Jako archivář začal pracovat v roce 1953 ve Státním archivu v Janovicích, pokračoval v Olomouci a v roce 1964 byl přijat do interní aspirantury na Univerzitě Palackého v Olomouci, kde o dva roky později získal titul doktora filosofie a v roce 1969 po obhájení kandidátské práce, titul CSc. Na univerzitě přednášel a vědecky působil od roku 1971, ale až v roce 1990 se mohl habilitovat jako docent.